# Кавасіма Ейдзі
Кавасіма Ейдзі (яп. 川島永嗣, нар. 20 березня 1983, Сайтама) — японський футболіст, воротар клубу «Страсбур», а також національної збірної Японії.

## Кар'єра

### Клубний
На дитячому та юнацькому рівні грав за команди шкіл Яхата Йоно і Нісінака Йоно, а також Вищої школи Урава Хігасі. Професійну кар'єру розпочав 2001 року в клубі Другого дивізіону чемпіонату Японії «Омія Ардія», проте в тому сезоні на поле не виходив, дебютувавши лише в сезоні 2002 року, в якому провів 8 матчів у лізі і ще 4 гри в Кубку Імператора.
У наступному році зіграв вже 33 матчі, після чого покинув клуб, поповнивши ряди команди Першого дивізіону Джей-ліги «Нагоя Грампус», у складі якої дебютував 2004 року, всього провівши за той сезон 4 матчі в чемпіонаті і 8 зустрічей в Кубку ліги. У наступному сезоні теж з'являвся на полі не часто, зіграв 3 матчі в лізі, 1 в Кубку країни і 6 в Кубку ліги. 2006 року, у своєму останньому сезоні в клубі з Нагої, провів 10 матчів у чемпіонаті і 4 в Кубку ліги.
На початку 2007 року перейшов до «Кавасакі Фронтале», де одразу став основним воротарем команди, зігравши у всіх 34 матчах клубу в лізі того сезону, в 4-х матчах Кубка Японії, в 3-х зустрічах Кубка ліги і в 7 матчах Ліги чемпіонів АФК. У тому році став, разом з командою, півфіналістом Кубка Імператора та фіналістом Кубка ліги, зігравши, в тому числі, і у вирішальному матчі, в якому його команда зазнала поразки від клубу «Гамба Осака» з рахунком 0:1. У наступному сезоні знову зіграв у всіх 34 зустрічах команди в чемпіонаті, тим самим внісши значний внесок у досягнення клубом нового успіху — звання віце-чемпіона країни. Крім того, провів по одному матчу в Кубку ліги і Кубку країни.
В сезоні 2009 року втретє захищав ворота команди у всіх 34 матчах турніру, за підсумками якого знову став, разом з клубом, віце-чемпіоном Японії. Крім цього, зіграв 1 зустріч у Кубку Імператора, 9 матчів у Лізі чемпіонів АФК і 3 гри провів у Кубку ліги, в якому клуб з Кавасакі знову дійшов до фіналу, і знову зазнав поразки (цього разу з рахунком 0:2 від «Токіо»), а Ейдзі і в цей раз взяв участь у вирішальному матчі.
Після чемпіонату світу 2010 року перейшов до бельгійського «Льєрса», в якому також протягом двох сезонів був основним воротарем.
До складу клубу «Стандард» (Льєж) приєднався влітку 2012 року. У перших двох сезонах був основним гравцем команди, проте у третьому (2014/15) програв конкуренцію Йоанну Тюраму-Юльену, тому по завершенні того сезону покинув клуб. Всього за три роки встиг відіграти за команду з Льєжа 68 матчів в національному чемпіонаті.
У листопаді 2015 року «Данді Юнайтед» подав заявку на отримання дозволу на працевлаштування японця у Великій Британії, який певний час до того лишався без клубу. Дозвіл було надано 29 грудня і 2 січня 2016 року Ейдзі дебютував за клуб у міському дербі проти «Данді» (1:2). Наприкінці сезону, за який Кавасіма зіграв у 16 матчах, воротар покинув клуб після його вильоту з вищого дивізіону країни.
2 серпня 2016 року Кавасіма став гравцем французького «Меца». У першому сезоні японець був дублером Томи Дідійона і грав здебільшого за дубль, але у сезоні 2017/18 став основним воротарем французького клубу, але зайняв з ним останнє 20 місце та вилетів з Ліги 1.
У серпні 2018 року перейшов до «Страсбура», але був лише третім воротарем клубу, вийшовши на поле лише раз в останньому, 38-му турі.

### У збірній
Виступав за юнацькі та молодіжні збірні Японії різних віків. З 2002 по 2003 рік у складі збірної до 20 років зіграв 13 матчів, у тому числі провів 5 зустрічей у фінальному турнірі молодіжного чемпіонату світу 2003 року.
У складі головної національної збірної Японії дебютував 17 лютого 2008 року в матчі проти збірної КНДР, однак викликатися в першу команду країни почав раніше: 2007 року був у її складі на Кубку Азії, однак на поле не виходив.
2010 року Кавасіма був включений в заявку команди на фінальний турнір чемпіонату світу в ПАР, де зіграв у всіх 4-х матчах команди на турнірі, пропустив 2 м'ячі в 3-х іграх на груповій стадії і 5 голів у серії післяматчевих пенальті в 1/8 фіналу проти збірної Парагваю, за підсумками якої Японія поступилася.
Наступного року був основним воротарем збірної на кубку Азії з футболу 2011 року у Катарі, здобувши того року титул переможця турніру.
2013 року брав участь у розіграші Кубка конфедерацій у Бразилії, де у трьох матчах пропустив дев'ять голів, через що збірна не набрала жодного очка. 
Наступного року зіграв на другому для себе чемпіонаті світу 2014 року, де провів два матчі, а потім виступав на Кубку Азії 2015 року в Австралії та чемпіонату світу 2018 року у Росії.
Станом на 18 червня 2019 провів у формі головної команди країни 88 матчів.
| Дата       | Місто                       | Господарі         | Результат               | Гості          | Турнір                        | Голи | Примітки |
| ---------- | --------------------------- | ----------------- | ----------------------- | -------------- | ----------------------------- | ---- | -------- |
| 17-2-2008  | Чунцін                      | Японія            | 1 – 1                   | Північна Корея | Кубок Східної Азії            | -1   |          |
| 20-1-2009  | Кумамото                    | Японія            | 2 – 1                   | Ємен           | Відбір до Кубка Азії 2011     | -1   |          |
| 28-1-2009  | Ріффа                       | Бахрейн           | 1 – 0                   | Японія         | Відбір до Кубка Азії 2011     | -1   |          |
| 5-9-2009   | Енсхеде                     | Нідерланди        | 3 – 0                   | Японія         | товариський матч              | -3   |          |
| 10-10-2009 | Йокогама                    | Японія            | 2 – 0                   | Шотландія      | товариський матч              | -    |          |
| 14-10-2009 | Повіт Міяґі                 | Японія            | 5 – 0                   | Того           | товариський матч              | -    |          |
| 14-11-2009 | Порт-Елізабет               | ПАР               | 0 – 0                   | Японія         | товариський матч              | -    |          |
| 18-11-2009 | Гонконг                     | Гонконг           | 0 – 4                   | Японія         | Відбір до Кубка Азії 2011     | -    |          |
| 30-5-2010  | Грац                        | Японія            | 1 – 2                   | Англія         | товариський матч              | -2   |          |
| 4-6-2010   | Сьйон                       | Японія            | 0 – 2                   | Кот-д'Івуар    | товариський матч              | -2   |          |
| 14-6-2010  | Блумфонтейн                 | Японія            | 1 – 0                   | Камерун        | ЧС 2010 - 1-й етап            | -    |          |
| 19-6-2010  | Дурбан                      | Нідерланди        | 1 – 0                   | Японія         | ЧС 2010 - 1-й етап            | -1   |          |
| 24-6-2010  | Рустенбург                  | Данія             | 1 – 3                   | Японія         | ЧС 2010 - 1-й етап            | -1   |          |
| 29-6-2010  | Преторія                    | Парагвай          | 0 – 0 д.ч. (5-3 п.п.)   | Японія         | ЧС 2010 - 1/8 фіналу          | -    |          |
| 4-9-2010   | Йокогама                    | Японія            | 1 – 0                   | Парагвай       | товариський матч              | -    |          |
| 8-10-2010  | Сайтама                     | Японія            | 1 – 0                   | Аргентина      | товариський матч              | -    | 85'      |
| 9-1-2011   | Доха                        | Японія            | 1 – 1                   | Йорданія       | Кубок Азії 2011 - 1-й етап    | -1   |          |
| 13-1-2011  | Доха                        | Сирія             | 1 – 2                   | Японія         | Кубок Азії 2011 - 1-й етап    | -    | 72'      |
| 21-1-2011  | Доха                        | Японія            | 3 – 2                   | Катар          | Кубок Азії 2011 - чвертьфінал | -2   |          |
| 25-1-2011  | Доха                        | Японія            | 2 – 2 д.ч. (3- п.п.)    | Південна Корея | Кубок Азії 2011 - півфінал    | -2   |          |
| 29-1-2011  | Доха                        | Австралія         | 0 – 1 д.ч.              | Японія         | Кубок Азії 2011 - Фінал       | -    | Чемпіон  |
| 1-6-2011   | Ніїґата                     | Японія            | 0 – 0                   | Перу           | Кубок Кірін                   | -    |          |
| 7-6-2011   | Йокогама                    | Японія            | 0 – 0                   | Чехія          | Кубок Кірін                   | -    |          |
| 10-8-2011  | Саппоро                     | Японія            | 3 – 0                   | Південна Корея | товариський матч              | -    |          |
| 2-9-2011   | Сайтама                     | Японія            | 1 – 0                   | Північна Корея | Відбір до ЧС 2014             | -    |          |
| 7-9-2011   | Ташкент                     | Узбекистан        | 1 – 1                   | Японія         | Відбір до ЧС 2014             | -1   |          |
| 11-10-2011 | Осака                       | Японія            | 8 – 0                   | Таджикистан    | Відбір до ЧС 2014             | -    |          |
| 11-11-2011 | Душанбе                     | Таджикистан       | 0 – 4                   | Японія         | Відбір до ЧС 2014             | -    |          |
| 29-2-2012  | Toyota                      | Японія            | 0 – 1                   | Узбекистан     | Відбір до ЧС 2014             | -1   |          |
| 23-5-2012  | Сідзуока                    | Японія            | 2 – 0                   | Азербайджан    | товариський матч              | -    |          |
| 3-6-2012   | Сайтама                     | Японія            | 3 – 0                   | Оман           | Відбір до ЧС 2014             | -    |          |
| 8-6-2012   | Сайтама                     | Японія            | 6 – 0                   | Йорданія       | Відбір до ЧС 2014             | -    |          |
| 12-6-2012  | Брисбен                     | Австралія         | 1 – 1                   | Японія         | Відбір до ЧС 2014             | -1   |          |
| 15-8-2012  | Саппоро                     | Японія            | 1 – 1                   | Венесуела      | товариський матч              | -1   |          |
| 6-9-2012   | Ніїґата                     | Японія            | 1 – 0                   | ОАЕ            | товариський матч              | -    |          |
| 11-9-2012  | Сайтама                     | Японія            | 1 – 0                   | Ірак           | Відбір до ЧС 2014             | -    |          |
| 12-10-2012 | Сен-Дені                    | Франція           | 0 – 1                   | Японія         | товариський матч              | -    |          |
| 16-10-2012 | Вроцлав                     | Японія            | 0 – 4                   | Бразилія       | товариський матч              | -4   |          |
| 14-11-2012 | Маскат                      | Оман              | 1 – 2                   | Японія         | Відбір до ЧС 2014             | -1   |          |
| 6-2-2013   | Кобе                        | Японія            | 3 – 0                   | Латвія         | товариський матч              | -    |          |
| 22-3-2013  | Доха                        | Японія            | 2 – 1                   | Канада         | товариський матч              | -1   |          |
| 26-3-2013  | Амман                       | Йорданія          | 2 – 1                   | Японія         | Відбір до ЧС 2014             | -2   |          |
| 30-5-2013  | Тойота                      | Японія            | 0 – 2                   | Болгарія       | Кубок Кірін                   | -2   |          |
| 4-6-2013   | Сайтама                     | Японія            | 1 – 1                   | Австралія      | Відбір до ЧС 2014             | -1   |          |
| 11-6-2013  | Доха                        | Ірак              | 0 – 1                   | Японія         | Відбір до ЧС 2014             | -    |          |
| 15-6-2013  | Бразиліа                    | Бразилія          | 3 – 0                   | Японія         | Кубок Конфедерацій            | -3   |          |
| 19-6-2013  | Ресіфі                      | Італія            | 4 – 3                   | Японія         | Кубок Конфедерацій            | -4   |          |
| 22-6-2013  | Белу-Оризонті               | Японія            | 1 – 2                   | Мексика        | Кубок Конфедерацій            | -2   |          |
| 14-8-2013  | Повіт Міяґі                 | Японія            | 2 – 4                   | Уругвай        | товариський матч              | -4   |          |
| 10-9-2009  | Утрехт                      | Японія            | 3 – 1                   | Гана           | товариський матч              | -1   |          |
| 11-10-2009 | Йокогама                    | Японія            | 2 – 0                   | Шотландія      | товариський матч              | -    |          |
| 15-10-2009 | Повіт Міяґі                 | Японія            | 5 – 0                   | Того           | товариський матч              | -    |          |
| 19-11-2013 | Брюссель                    | Бельгія           | 2 – 3                   | Японія         | товариський матч              | -2   |          |
| 5-3-2014   | Токіо                       | Японія            | 4 – 2                   | Нова Зеландія  | товариський матч              | -2   |          |
| 27-5-2014  | Сайтама                     | Японія            | 1 – 0                   | Кіпр           | товариський матч              | -    |          |
| 2-6-2014   | Тампа                       | Коста-Рика        | 1 – 3                   | Японія         | товариський матч              | -1   |          |
| 14-6-2014  | Ресіфі                      | Кот-д'Івуар       | 2 – 1                   | Японія         | ЧС 2014 - 1-й етап            | -2   |          |
| 19-6-2014  | Натал (Ріу-Гранді-ду-Норті) | Японія            | 0 – 0                   | Греція         | ЧС 2014 - 1-й етап            | -    |          |
| 24-6-2014  | Куяба                       | Японія            | 1 – 4                   | Колумбія       | ЧС 2014 - 1-й етап            | -4   |          |
| 5-9-2014   | Саппоро                     | Японія            | 0 – 2                   | Уругвай        | товариський матч              | -2   |          |
| 9-9-2014   | Йокогама                    | Японія            | 2 – 2                   | Венесуела      | товариський матч              | -2   |          |
| 14-10-2014 | Сінгапур                    | Японія            | 0 – 4                   | Бразилія       | товариський матч              | -4   |          |
| 14-11-2014 | Toyota                      | Японія            | 6 – 0                   | Гондурас       | товариський матч              | -    | 81'      |
| 18-11-2014 | Осака                       | Японія            | 2 – 1                   | Австралія      | товариський матч              | -1   |          |
| 12-1-2015  | Ньюкасл                     | Японія            | 4 – 0                   | Палестина      | Кубок Азії 2015 - 1-й етап    | -    |          |
| 16-1-2015  | Брисбен                     | Ірак              | 0 – 1                   | Японія         | Кубок Азії 2015 - 1-й етап    | -    |          |
| 20-1-2015  | Мельбурн                    | Японія            | 2 – 0                   | Йорданія       | Кубок Азії 2015 - 1-й етап    | -    |          |
| 23-1-2015  | Сідней                      | Японія            | 1 – 1 д.ч. (4 - 5 п.п.) | ОАЕ            | Кубок Азії 2015 - чвертьфінал | -1   |          |
| 31-3-2015  | Токіо                       | Японія            | 5 – 1                   | Узбекистан     | товариський матч              | -1   |          |
| 11-6-2015  | Йокогама                    | Японія            | 4 – 0                   | Ірак           | товариський матч              | -    |          |
| 16-6-2015  | Сайтама                     | Японія            | 0 – 0                   | Сінгапур       | Відбір до ЧС 2018             | -    |          |
| 3-6-2016   | Тойота                      | Японія            | 7 – 2                   | Болгарія       | Кубок Кірін                   | -2   |          |
| 23-3-2017  | Ель-Айн                     | ОАЕ               | 0 – 2                   | Японія         | Відбір до ЧС 2018             | -    |          |
| 28-3-2017  | Сайтама                     | Японія            | 4 – 0                   | Таїланд        | Відбір до ЧС 2018             | -    |          |
| 7-6-2017   | Тьофу                       | Японія            | 1 – 1                   | Сирія          | товариський матч              | -1   |          |
| 13-6-2017  | Тегеран                     | Ірак              | 1 – 1                   | Японія         | Відбір до ЧС 2018             | -1   |          |
| 31-8-2017  | Сайтама                     | Японія            | 2 – 0                   | Австралія      | Відбір до ЧС 2018             | -    |          |
| 5-9-2017   | Джидда                      | Саудівська Аравія | 1 – 0                   | Японія         | Відбір до ЧС 2018             | -1   |          |
| 6-10-2017  | Toyota                      | Японія            | 2 – 1                   | Нова Зеландія  | товариський матч              | -1   |          |
| 10-11-2017 | Вільнев-д'Аск               | Японія            | 1 – 3                   | Бразилія       | товариський матч              | -3   |          |
| 14-11-2017 | Брюгге                      | Бельгія           | 1 – 0                   | Японія         | товариський матч              | -1   |          |
| 27-3-2018  | Льєж                        | Японія            | 1 – 2                   | Україна        | товариський матч              | -2   |          |
| 30-5-2018  | Йокогама                    | Японія            | 0 – 2                   | Гана           | товариський матч              | -2   |          |
| 8-6-2018   | Лугано                      | Швейцарія         | 2 – 0                   | Японія         | товариський матч              | -2   |          |
| 19-06-2018 | Саранськ                    | Колумбія          | 1 – 2                   | Японія         | ЧС 2018 - 1-й етап            | -1   | 90+3'    |
| 24-6-2018  | Єкатеринбург                | Японія            | 2 – 2                   | Сенегал        | ЧС 2018 - 1-й етап            | -2   |          |
| 28-6-2018  | Волгоград                   | Японія            | 0 – 1                   | Польща         | ЧС 2018 - 1-й етап            | -1   | кап.     |
| 2-7-2018   | Ростов-на-Дону              | Бельгія           | 3 – 2                   | Японія         | ЧС 2018 - 1/8 фіналу          | -3   |          |
| Усього     |                             | Матчів (13 місце) | 88                      |                | Голів                         | -91  |          |

## Титули і досягнення
- Володар Кубка Азії (1):

 Японія: 2011

### Особисті
- Найкращий воротар чемпіонату Японії (в списку 11 найкращих футболістів Джей-ліги): 2009
- Володар призу Fair Play Джей-ліги: 2009